# Яцуник Віктор Васильович
Віктор Васильович Яцуник (позивний — Британець; 11 квітня 1978, с. Верняки, нині Україна — вересень 2022, м. Ізюм, Харківська область, Україна) — український військовослужбовець, солдат Збройних сил України, учасник російсько-української війни. Кавалер ордена «За мужність» III ступеня (2023, посмертно), почесний громадянин міста Тернополя (2022, посмертно).

## Життєпис
Віктор Яцуник народився 11 квітня 1978 року в селі Верняках, нині Збаразької громади Тернопільського району Тернопільської области України. Навчався в Тернополі на столяра.
Переїхав у Велику Британію в 1998 році. Після переїзду до Англії здобув фах сантехніка. Громадянин Великої Британії. Мешкав у графстві Оксфордшир, був резервістом Британських Збройних Сил з 2018 року. Служив у британській армії, працював за контрактом на Кіпрі. З 2014 року допомагав збирати гроші та спорядження для солдатів ЗСУ.
У 2021-му з армійським другом Денні відкрив власну фірму з ремонту й оновлення будинків. 
Коли ж сталося широкомасштабного російського вторгнення, залишив родину й службу в армії Великої Британії та після 25 років еміграції повернувся захищати Україну. 2 березня  2022 вночі вилетів з Британії до Польщі, там купив автівку, пересів на неї, перетнув кордон і вранці 4 березня вже був у Львові. Після оборони Києва подав рапорт до Британської армії щодо припинення контракту, бо мав чітке бажання вступити до лав ЗСУ. Був командиром підрозділу з евакуації поранених, тренував українських солдатів.
Служив у батальйоні розвідки «Скала», в. ч. А0891. Звільняв від окупації місто Ізюм.
17 вересня 2022 року разом із кількома іншими бійцями прямував для евакуації поранених із передової в районі щойно звільненого міста Ізюм, що на Харківщині. Випадково натрапив на міну МОН-50 і загинув з побратимом.
Згідно заповіту його тіло кремували. Частину заповів поховати в Лондоні, ще одну — на батьківщині, у с. Верняки на Тернопільщині, де народився. Ще одну частину праху поховати в братській могилі.
Залишилась дружина, двоє дітей.

## Нагороди
- орден «За мужність» III ступеня (28 липня 2023, посмертно) — за особисту мужність, виявлену у захисті державного суверенітету та територіальної цілісності України, самовіддане виконання військового обов'язку[1];
- медаль «За військову службу Україні» (12 вересня 2022) — за особисту мужність і самовіддані дії, виявлені у захисті державного суверенітету та територіальної цілісності України, вірність військовій присязі[2];
- почесний громадянин міста Тернополя (3 жовтня 2022, посмертно) — за вагомий особистий внесок у забезпечення суверенітету, територіальної цілісності і зміцнення обороноздатності Української держави, мужність, героїзм та самовідданість, виявлені під час бойових дій, високий професіоналізм, зразкове виконання службових обов'язків[3];
- медаль «За хоробрість в бою» (липень, 2022).